# Olfert Fischer

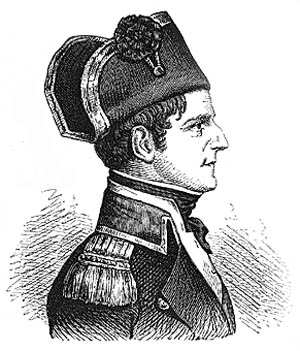
Olfert Fischer, Zeichnung um 1829

Johan Olfert Fischer (* 4. August 1747 in Kopenhagen; † 18. Februar 1829 ebenda) war ein dänisch-norwegischer Seeoffizier, zuletzt im Range eines Vizeadmirals.

## Leben
Fischer war Sohn des dänischen Admirals Olfert Fas Fischer (1700–1761). Nach dem Tod seines Vaters trat er 1763 als Kadett in die dänisch-norwegische Marine ein. Einige Jahre danach wurde er zum Leutnant befördert. Als diensthabender Offizier eines Wachkommandos auf Holmen bei Kopenhagen soll er sich gemeinsam mit anderen Wachen an einer Prostituierten vergangen haben. Vor einem Militärgericht verschärfte die Prostituierte die Vorwürfe gegen Fischer und seine Leute zu einem gewalttätigen Übergriff. Fischer wurde schuldig befunden und ein Jahr lang zum einfachen Matrosen degradiert.
1784 wurde er zum Kapitän befördert und bekam das Kommando über das Kriegsschiff Bornholme der dänischen Westindien-Kompanie. 1799 rettete er mit seinem Schiff die Besatzung des bei einem Sturm gekenterten Linienschiffes Oldenborg in der Nähe von Kapstadt.
Kommodore Fischer war in der Seeschlacht von Kopenhagen während des Ersten Napoleonischer Krieges im Jahre 1801 der dänische Befehlshaber. Obwohl sein Flaggschiff, der 60-Kanonen-Zweidecker Dannebrog, bei dem Gefecht in Brand geschossen wurde und Dänemark die Schlacht verlor, weil die dänische Flotte schlecht organisiert und unvorbereitet war, wurde Fischer in seiner Heimat als Volksheld gefeiert. Bei den Kämpfen erlitt er eine Kopfverletzung und wurde nach seiner Genesung nur noch mit kleineren Aufgaben betraut.
1809 wurde er, im Alter von 62 Jahren, zum Vizeadmiral befördert.
Fischer starb mit 81 Jahren und wurde auf den Friedhof der Reformert Kirke in Kopenhagen bestattet.

## Ehrungen
1905 wurde das dänische Küstenpanzerschiff Olfert Fischer der Herluf Trolle-Klasse und 1981 die Korvette Olfert Fischer der Niels Juel-Klasse nach seinem Namen von der dänischen Marine in Dienst gestellt.
Im April 2001 wurde er von Frederik Magle in dem Musikstück Die Hoffnung (Håbet) in Erinnerung an die Schlacht von Kopenhagen zum 200. Jahrestag bedacht.